# Long Distance Voyager
| 전문가 평가   | 전문가 평가 |
| 평가 점수     | 평가 점수   |
| 출처          | 점수        |
| ------------- | ----------- |
| AllMusic      | [ 4 ]       |
| Rolling Stone | [ 5 ]       |

《Long Distance Voyager》는 영국의 프로그레시브 록 밴드 무디 블루스의 열 번째 스튜디오 음반으로, 1981년 5월, 그룹의 스레숄드 레코드에서 처음 발매되었다. 이 음반은 1978년 《Octave》 이후 탈퇴한 공동 창립자 마이크 핀더를 대신해 키보디스트 파트리크 모라즈 (이전에 레퓨지와 예스 등의 밴드와 함께 작업한 적이 있는)가 참여한 그룹의 첫 번째 음반이었다.

## 배경
1981년에 발매된 《Long Distance Voyager》는 무디 블루스의 두 번째 미국 1위 음반이 되었고, 빌보드 핫 100 차트에서 미국 톱 20 싱글 〈Gemini Dream〉 (12위)과 〈The Voice〉 (15위)의 근본이기도 했다. 세 번째 싱글 〈Talking Out of Turn〉은 빌보드 핫 100 차트에서 65위에 올랐지만, 캐나다에서는 27위에 올랐다. 또한, 이 곡은 무디 블루스의 모국인 영국에서의 연승 행진을 이어가며 7위에 올랐다.
싱글 외에도 음반의 두 곡이 《빌보드》 메인스트림 록 차트에 올랐다. 〈Meanwhile〉은 11위, 〈22,000 Days〉는 38위에 올랐다.
2008년 11월, 이 음반은 리마스터드되어 CD로 발매되었으며, 트랙 하나가 추가되었다.

## 곡 목록
| #  | 제목                    | 작사·작곡       | 재생 시간 |
| -- | ----------------------- | --------------- | --------- |
| 1. | 〈The Voice〉           | 저스틴 헤이워드 | 5:21      |
| 2. | 〈Talking Out of Turn〉 | 존 로지         | 7:18      |
| 3. | 〈Gemini Dream〉        | 헤이워드, 로지  | 4:09      |
| 4. | 〈In My World〉         | 헤이워드        | 7:22      |

| #  | 제목                      | 작사·작곡   | 재생 시간 |
| -- | ------------------------- | ----------- | --------- |
| 1. | 〈Meanwhile〉             | 헤이워드    | 4:08      |
| 2. | 〈22,000 Days〉           | 그레임 에지 | 5:25      |
| 3. | 〈Nervous〉               | 로지        | 5:45      |
| 4. | 〈Painted Smile〉         | 레이 토머스 | 3:18      |
| 5. | 〈Reflective Smile〉      | 토머스      | 0:36      |
| 6. | 〈Veteran Cosmic Rocker〉 | 토머스      | 3:18      |

## 인증
| 국가                       | 인증        | 판매량/출하량 |
| -------------------------- | ----------- | ------------- |
| 오스트레일리아             | —           | 40,000        |
| 캐나다 (뮤직 캐나다)       | 3× 플래티넘 | 300,000^      |
| 영국 (BPI)                 | 실버        | 60,000^       |
| 미국 (RIAA)                | 플래티넘    | 1,000,000^    |
| ^출하량을 기반으로 한 인증 |             |               |